# Guaribas
Guaribas est une municipalité brésilienne située dans l'État du Piauí.